# أندرياس ستوكبرو
أندرياس ستوكبرو (بالدنماركية: Andreas Stokbro) (و. 1997  م) هو راكب دراجة هوائية دنماركي.

## التصنيف
| السنة     | 2016 | 2017 | 2018 | 2019 | 2020 | 2021 | 2022 | 2023 | 2024 |
| --------- | ---- | ---- | ---- | ---- | ---- | ---- | ---- | ---- | ---- |
| عالمي     | 1198 | 857  | 355  | 357  | -    | 985  | 340  | 569  | 1033 |
| أوروبا    | 821  | 544  | 181  | 289  | -    | 735  | 272  | -    | -    |
|           |      |      |      |      |      |      |      |      |      |
| مصدر: UCI |      |      |      |      |      |      |      |      |      |

## سجل الفوز

### سباقات أو مراحل فاز بها
| التاريخ        | السباق                                                              | المركز                                                                  |
| -------------- | ------------------------------------------------------------------- | ----------------------------------------------------------------------- |
| 28 مايو 2016   | سباق الطريق للرجال تحت 23 سنة في بطولة الدنمارك لسباق الدراجات 2016 | الثالث في التصنيف العام                                                 |
| 01 يناير 2017  | DCU Cup 2017                                                        |                                                                         |
| 28 أبريل 2017  | هيمرلاند روندت 2017                                                 | الرابع في التصنيف العام                                                 |
| 14 مايو 2017   | سباق الطريق للرجال تحت 23 سنة في بطولة الدنمارك لسباق الدراجات 2017 | الثاني في التصنيف العام                                                 |
| 10 يونيو 2017  | فيين روندت 2017                                                     | الرابع في التصنيف العام                                                 |
| 25 يونيو 2017  | سباق الطريق للرجال في بطولة الدنمارك 2017                           | السادس في التصنيف العام                                                 |
| 16 سبتمبر 2017 | دانمارك روندت 2017                                                  | الثاني في تصنيف الجبال                                                  |
| 01 يناير 2018  | DCU Cup 2018                                                        |                                                                         |
| 07 أبريل 2018  | روند فان فلانديرن بيلوفتن 2018                                      | الخامس في التصنيف العام                                                 |
| 21 أبريل 2018  | جائزة هيرنينغ الكبرى 2018                                           | الرابع في التصنيف العام                                                 |
| 29 أبريل 2018  | سكايف لوبيت 2018                                                    | الثاني في التصنيف العام                                                 |
| 26 مايو 2018   | طواف أستونيا 2018                                                   | الأول في تصنيف أفضل شاب، الأول في تصنيف النقاط، الثاني في التصنيف العام |
| 27 أبريل 2019  | جائزة هيرنينغ الكبرى 2019                                           | الأول في التصنيف العام                                                  |
| 20 مارس 2022   | جائزة رودس الدولية الكبرى 2022                                      |                                                                         |
| 08 مايو 2022   | رينجيريك جراند بريكس 2022                                           |                                                                         |
| 21 مايو 2022   | جائزة هيرنينغ الكبرى 2022                                           | الأول في التصنيف العام                                                  |
| 04 سبتمبر 2022 | 2022 Gylne Gutuer                                                   |                                                                         |
| 05 مارس 2023   | سباق جائزة ليليرس الكبرى 2023                                       |                                                                         |
| 03 سبتمبر 2023 | 2023 Gylne Gutuer                                                   |                                                                         |

## روابط خارجية
- أندرياس ستوكبرو على موقع الاتحاد الدولي للدراجات (الإنجليزية)
- أندرياس ستوكبرو على موقع أرشيف الدراجات (الإنجليزية)
- أندرياس ستوكبرو على موقع إحصائيات الدراجات الإحترافية (الإنجليزية)
- أندرياس ستوكبرو على موقع نسبة الدراجات (الإنجليزية)